# لشول (الصومعة)

تعديل مصدري - تعديل

لشول هي إحدى قرى عزلة ال الثرياء بمديرية الصومعة التابعة لمحافظة البيضاء، بلغ تعداد سكانها 166 نسمة حسب تعداد اليمن لعام 2004.